# アメリカーノエクソダス
『アメリカーノエクソダス』（아메리카노 엑소더스、Americano Exodus）は、パク・ジウンによる韓国の漫画。ウェブコミック配信サイト『NAVER webtoon』で隔周土曜日に連載されている。『2013大学漫画最強者戦』で4強まで進出した。略称は「アエㇰ（아엑）」。